# Stelvio (pista sciistica)
La Stelvio è una pista sciistica situata a Bormio, in Italia. Sul pendio, che si snoda sul Monte Vallecetta, si svolgono annualmente gare di discesa libera e supergigante della Coppa del Mondo di sci alpino. Insieme alla Streif di Kitzbühel, è considerata il tracciato più tecnico e difficile del circuito. Nel 1985 e nel 2005 ha ospitato i Campionati mondiali di sci alpino e nel 2026 ospiterà le tutte le gare maschili di sci alpino e tutti gli eventi di sci alpinismo ai XXV Giochi olimpici invernali di Milano e Cortina d'Ampezzo, con l'impianto denominato Stelvio Ski Centre.
(Gian-Franco Kasper)

## Storia
La pista Stelvio è stata progettata da Oreste Peccedi e Aldo Anzi in previsione dei Campionati mondiali di sci alpino 1985 ed è stata inaugurata nel 1982 in occasione della prima edizione delle World Series. Dal 1993 è entrata nel circuito della Coppa del Mondo di sci alpino e ospita ogni anno gare di discesa libera e supergigante. Nel 2005 su questo tracciato si sono disputate le gare maschili dei Mondiali, quelle femminili si svolsero nella vicina località di Santa Caterina Valfurva sulla pista Deborah Compagnoni. È stata sede delle finali di della Coppa del Mondo nel 1995, nel 2000 e nel 2008.
L'italiano Dominik Paris è lo sciatore più vincente sulla pista, con sette vittorie tra discesa libera e supergigante. Alla luce delle sei vittorie in discesa è l'atleta più vincente nella specialità in una singola località nella storia del circuito, davanti allo svizzero Didier Cuche, impostosi cinque volte sulla Streif di Kitzbühel.
Nel contesto dei XXV Giochi olimpici invernali di Milano e Cortina d'Ampezzo nel 2026 la pista, con il nome di Stelvio Ski Centre, ospiterà dal 7 al 16 febbraio tutte le competizioni maschili di sci alpino e, per la prima volta ai Giochi, dal 19 al 21 febbraio tutte le gare di sci alpinismo.

## Descrizione

### Caratteristiche tecniche
È un tracciato tra i più spettacolari, tecnici, difficili e faticosi del circuito della Coppa del Mondo di sci alpino. Il cancelletto di partenza della discesa libera è situato a 2.255 metri sul livello del mare, in prossimità dell'arrivo della seggiovia Cimino, sul Monte Vallecetta. Il percorso si sviluppa per 3.186 metri e giunge fino al traguardo nel moderno stadio per lo sci di Bormio collocato a 1.268 m s.l.m., nei pressi del centro abitato. Il dislivello complessivo è di 987 metri con una pendenza massima del 63 %. Dal 2007 la pista è stata illuminata ed è omologata per le gare notturne..

### Tracciato
Subito dopo il cancelletto di partenza un "muro" (tratto a forte pendenza) e una doppia curva immettono nei salti dell'Ermellino e della Rocca e nel successivo Canalino Sertorelli, un tratto di "scorrimento" (senza curve accentuate, dove lo sciatore deve condurre lo sci cercando la massima velocità con il minor attrito possibile con la neve) lungo circa 300 metri. Segue la Fontana Lunga, un tratto a pendenza moderata, ma attraversato da una serie di difficili curve molto tecniche, e quindi il Piano dell'Orso, lungo 400 metri con un dislivello di 100 e attraversato da una sequenza di curve e controcurve. Queste curve, molto veloci, immettono nella leggendaria Carcentina, il passaggio più difficile e spettacolare della discesa: si tratta di una diagonale in contropendenza, generalmente dal fondo ghiacciato e molto ondulato. Seguono una doppia curva, l'attraversamento dei Prati del Ciuk (1.639 m s.l.m.), un piccolo muro e un piano di circa 100 metri e quindi il salto di San Pietro, una pendenza del 55 % che viene superata dagli atleti con un salto di oltre 40 metri con atterraggio sul muro di San Pietro a velocità superiori ai 140 km/h. Lo "schuss" (tratto a forte accelerazione) di San Pietro conduce al tratto finale, costituito da una serie di curve veloci in contropendenza (Coston, Feleit) e al salto Feleit, in prossimità dell'arrivo.

## Albo d'oro
Di seguito sono riportati i podi delle gare di Coppa del Mondo di sci alpino che si sono tenute sulla Stelvio.

### Uomini

#### Discesa libera
L'atleta più vincente è l'italiano Dominik Paris, che in discesa libera si è imposto sei volte.
| Data             | Competizione                       | Primo                         | Secondo             | Terzo                   |
| ---------------- | ---------------------------------- | ----------------------------- | ------------------- | ----------------------- |
| 29 dicembre 1993 | Coppa del Mondo di sci alpino 1994 | Hannes Trinkl                 | Marc Girardelli     | Tommy Moe               |
| 15 marzo 1995    | Coppa del Mondo di sci alpino 1995 | Luc Alphand                   | A J Kitt            | Lasse Kjus              |
| 29 dicembre 1995 | Coppa del Mondo di sci alpino 1996 | Lasse Kjus                    | Andreas Schifferer  | Ed Podivinsky           |
| 29 dicembre 1996 | Coppa del Mondo di sci alpino 1997 | Luc Alphand                   | William Besse       | Kristian Ghedina        |
| 29 dicembre 1997 | Coppa del Mondo di sci alpino 1998 | Hermann Maier                 | Andreas Schifferer  | Werner Franz            |
| 30 dicembre 1997 | Coppa del Mondo di sci alpino 1998 | Andreas Schifferer            | Werner Franz        | Lasse Kjus              |
| 29 dicembre 1998 | Coppa del Mondo di sci alpino 1999 | Hermann Maier                 | Fritz Strobl        | Stephan Eberharter      |
| 15 marzo 2000    | Coppa del Mondo di sci alpino 2000 | Hannes Trinkl                 | Hermann Maier       | Christian Greber        |
| 2001             | non disputata                      | non disputata                 | non disputata       | non disputata           |
| 28 dicembre 2001 | Coppa del Mondo di sci alpino 2002 | Christian Greber              | Fritz Strobl        | Stephan Eberharter      |
| 29 dicembre 2001 | Coppa del Mondo di sci alpino 2002 | Fritz Strobl                  | Josef Strobl        | Stephan Eberharter      |
| 29 dicembre 2002 | Coppa del Mondo di sci alpino 2003 | Daron Rahlves                 | Fritz Strobl        | Hannes Trinkl           |
| 11 gennaio 2003  | Coppa del Mondo di sci alpino 2003 | Stephan Eberharter            | Michael Walchhofer  | Daron Rahlves           |
| 2004             | non disputata                      | non disputata                 | non disputata       | non disputata           |
| 29 dicembre 2004 | Coppa del Mondo di sci alpino 2005 | Hans Grugger                  | Michael Walchhofer  | Fritz Strobl            |
| 29 dicembre 2005 | Coppa del Mondo di sci alpino 2006 | Daron Rahlves                 | Fritz Strobl        | Tobias Grünenfelder     |
| 28 dicembre 2006 | Coppa del Mondo di sci alpino 2007 | Michael Walchhofer            | Didier Cuche        | Mario Scheiber          |
| 29 dicembre 2007 | Coppa del Mondo di sci alpino 2008 | Bode Miller                   | Andreas Buder       | Jan Hudec               |
| 28 dicembre 2008 | Coppa del Mondo di sci alpino 2009 | Christof Innerhofer           | Klaus Kröll         | Michael Walchhofer      |
| 29 dicembre 2009 | Coppa del Mondo di sci alpino 2010 | Andrej Jerman                 | Didier Défago       | Michael Walchhofer      |
| 29 dicembre 2010 | Coppa del Mondo di sci alpino 2011 | Michael Walchhofer            | Silvan Zurbriggen   | Christof Innerhofer     |
| 29 dicembre 2011 | Coppa del Mondo di sci alpino 2012 | Didier Défago                 | Patrick Küng        | Klaus Kröll             |
| 29 dicembre 2012 | Coppa del Mondo di sci alpino 2013 | Hannes Reichelt Dominik Paris |                     | Aksel Lund Svindal      |
| 29 dicembre 2013 | Coppa del Mondo di sci alpino 2014 | Aksel Lund Svindal            | Hannes Reichelt     | Erik Guay               |
| 2014-2016        | non disputate                      | non disputate                 | non disputate       | non disputate           |
| 28 dicembre 2017 | Coppa del Mondo di sci alpino 2018 | Dominik Paris                 | Aksel Lund Svindal  | Kjetil Jansrud          |
| 28 dicembre 2018 | Coppa del Mondo di sci alpino 2019 | Dominik Paris                 | Christof Innerhofer | Beat Feuz               |
| 27 dicembre 2019 | Coppa del Mondo di sci alpino 2020 | Dominik Paris                 | Beat Feuz           | Matthias Mayer          |
| 28 dicembre 2019 | Coppa del Mondo di sci alpino 2020 | Dominik Paris                 | Urs Kryenbühl       | Beat Feuz               |
| 30 dicembre 2020 | Coppa del Mondo di sci alpino 2021 | Matthias Mayer                | Vincent Kriechmayr  | Urs Kryenbühl           |
| 28 dicembre 2021 | Coppa del Mondo di sci alpino 2022 | Dominik Paris                 | Marco Odermatt      | Niels Hintermann        |
| 28 dicembre 2022 | Coppa del Mondo di sci alpino 2023 | Vincent Kriechmayr            | James Crawford      | Aleksander Aamodt Kilde |
| 28 dicembre 2023 | Coppa del Mondo di sci alpino 2024 | Cyprien Sarrazin              | Marco Odermatt      | Cameron Alexander       |
| 28 dicembre 2024 | Coppa del Mondo di sci alpino 2025 | Alexis Monney                 | Franjo von Allmen   | Cameron Alexander       |

#### Supergigante
| Data             | Competizione                       | Primo                   | Secondo            | Terzo                           |
| ---------------- | ---------------------------------- | ----------------------- | ------------------ | ------------------------------- |
| 16 marzo 1995    | Coppa del Mondo di sci alpino 1995 | Richard Kröll           | Peter Runggaldier  | Werner Perathoner               |
| 1995-1999        | non disputate                      | non disputate           | non disputate      | non disputate                   |
| 16 marzo 2000    | Coppa del Mondo di sci alpino 2000 | Hermann Maier           | Fritz Strobl       | Werner Franz Andreas Schifferer |
| 2001-2007        | non disputate                      | non disputate           | non disputate      | non disputate                   |
| 13 marzo 2008    | Coppa del Mondo di sci alpino 2008 | Hannes Reichelt         | Didier Défago      | Aleš Gorza                      |
| 29 dicembre 2018 | Coppa del Mondo di sci alpino 2019 | Dominik Paris           | Matthias Mayer     | Aleksander Aamodt Kilde         |
| 2019             | non disputata                      | non disputata           | non disputata      | non disputata                   |
| 29 dicembre 2020 | Coppa del Mondo di sci alpino 2021 | Ryan Cochran-Siegle     | Vincent Kriechmayr | Adrian Smiseth Sejersted        |
| 29 dicembre 2021 | Coppa del Mondo di sci alpino 2022 | Aleksander Aamodt Kilde | Raphael Haaser     | Vincent Kriechmayr              |
| 29 dicembre 2022 | Coppa del Mondo di sci alpino 2023 | Marco Odermatt          | Vincent Kriechmayr | Loïc Meillard                   |
| 29 dicembre 2023 | Coppa del Mondo di sci alpino 2024 | Marco Odermatt          | Raphael Haaser     | Aleksander Aamodt Kilde         |
| 29 dicembre 2024 | Coppa del Mondo di sci alpino 2023 | Fredrik Møller          | Vincent Kriechmayr | Alexis Monney                   |

#### Slalom gigante
| Data             | Competizione                       | Primo            | Secondo         | Terzo              |
| ---------------- | ---------------------------------- | ---------------- | --------------- | ------------------ |
| 18 marzo 1995    | Coppa del Mondo di sci alpino 1995 | Alberto Tomba    | Günther Mader   | Rainer Salzgeber   |
| 1996-1999        | non disputate                      | non disputate    | non disputate   | non disputate      |
| 18 marzo 2000    | Coppa del Mondo di sci alpino 2000 | Benjamin Raich   | Christian Mayer | Heinz Schilchegger |
| 21 dicembre 2000 | Coppa del Mondo di sci alpino 2001 | Christoph Gruber | Erik Schlopy    | Benjamin Raich     |
| 2001-2007        | non disputate                      | non disputate    | non disputate   | non disputate      |
| 14 marzo 2008    | Coppa del Mondo di sci alpino 2008 | Ted Ligety       | Benjamin Raich  | Cyprien Richard    |

#### Slalom speciale
| Data            | Competizione                       | Primo                 | Secondo              | Terzo              |
| --------------- | ---------------------------------- | --------------------- | -------------------- | ------------------ |
| 19 marzo 1995   | Coppa del Mondo di sci alpino 1995 | Ole Kristian Furuseth | Thomas Stangassinger | Yves Dimier        |
| 1996-1999       | non disputate                      | non disputate         | non disputate        | non disputate      |
| 19 marzo 2000   | Coppa del Mondo di sci alpino 2000 | Ole Kristian Furuseth | Benjamin Raich       | Matjaž Vrhovnik    |
| 2001-2002       | non disputate                      | non disputate         | non disputate        | non disputate      |
| 12 gennaio 2003 | Coppa del Mondo di sci alpino 2003 | Ivica Kostelić        | Bode Miller          | Hans Petter Buraas |
| 2004-2007       | non disputate                      | non disputate         | non disputate        | non disputate      |
| 15 marzo 2008   | Coppa del Mondo di sci alpino 2008 | Reinfried Herbst      | Daniel Albrecht      | Marcel Hirscher    |
| 2009-2013       | non disputate                      | non disputate         | non disputate        | non disputate      |
| 6 gennaio 2014  | Coppa del Mondo di sci alpino 2014 | Felix Neureuther      | Marcel Hirscher      | Manfred Mölgg      |

#### Supercombinata
| Data             | Competizione                       | Primo             | Secondo                 | Terzo          |
| ---------------- | ---------------------------------- | ----------------- | ----------------------- | -------------- |
| 29 dicembre 2017 | Coppa del Mondo di sci alpino 2018 | Alexis Pinturault | Peter Fill              | Kjetil Jansrud |
| 2019             | non disputata                      | non disputata     | non disputata           | non disputata  |
| 29 dicembre 2019 | Coppa del Mondo di sci alpino 2020 | Alexis Pinturault | Aleksander Aamodt Kilde | Loïc Meillard  |

### Donne

#### Discesa libera
| Data          | Competizione                       | Prima            | Seconda            | Terza          |
| ------------- | ---------------------------------- | ---------------- | ------------------ | -------------- |
| 15 marzo 1995 | Coppa del Mondo di sci alpino 1995 | Picabo Street    | Varvara Zelenskaja | Barbara Merlin |
| 1996-1999     | non disputate                      | non disputate    | non disputate      | non disputate  |
| 15 marzo 2000 | Coppa del Mondo di sci alpino 2000 | Régine Cavagnoud | Corinne Rey-Bellet | Renate Götschl |

#### Supergigante
| Data          | Competizione                       | Prima              | Seconda              | Terza                 |
| ------------- | ---------------------------------- | ------------------ | -------------------- | --------------------- |
| 19 marzo 1995 | Coppa del Mondo di sci alpino 1995 | Katja Seizinger    | Renate Götschl       | Florence Masnada      |
| 1996-1999     | non disputate                      | non disputate      | non disputate        | non disputate         |
| 16 marzo 2000 | Coppa del Mondo di sci alpino 2000 | Renate Götschl     | Martina Ertl         | Brigitte Obermoser    |
| 18 marzo 2000 | Coppa del Mondo di sci alpino 2000 | Brigitte Obermoser | Michaela Dorfmeister | Birgit Heeb           |
| 2001-2007     | non disputate                      | non disputate      | non disputate        | non disputate         |
| 13 marzo 2008 | Coppa del Mondo di sci alpino 2008 | Fabienne Suter     | Lindsey Vonn         | Alexandra Meissnitzer |

#### Slalom gigante
| Data            | Competizione                       | Prima              | Seconda          | Terza                 |
| --------------- | ---------------------------------- | ------------------ | ---------------- | --------------------- |
| 18 marzo 1995   | Coppa del Mondo di sci alpino 1995 | Špela Pretnar      | Sabina Panzanini | Urška Hrovat          |
| 1996-1997       | non disputate                      | non disputate      | non disputate    | non disputate         |
| 6 gennaio 1998  | Coppa del Mondo di sci alpino 1998 | Deborah Compagnoni | Martina Ertl     | Alexandra Meissnitzer |
| 10 gennaio 1998 | Coppa del Mondo di sci alpino 1998 | Martina Ertl       | Katja Seizinger  | Deborah Compagnoni    |
| 1999-2002       | non disputata                      | non disputata      | non disputata    | non disputata         |
| 4 gennaio 2003  | Coppa del Mondo di sci alpino 2003 | Sonja Nef          | Anja Pärson      | Michaela Dorfmeister  |
| 2004-2007       | non disputate                      | non disputate      | non disputate    | non disputate         |
| 15 marzo 2008   | Coppa del Mondo di sci alpino 2008 | Elisabeth Görgl    | Manuela Mölgg    | Kathrin Zettel        |

#### Slalom speciale
| Data            | Competizione                       | Prima            | Seconda               | Terza                |
| --------------- | ---------------------------------- | ---------------- | --------------------- | -------------------- |
| 19 marzo 1995   | Coppa del Mondo di sci alpino 1995 | Vreni Schneider  | Pernilla Wiberg       | Urška Hrovat         |
| 1996-1997       | non disputate                      | non disputate    | non disputate         | non disputate        |
| 5 gennaio 1998  | Coppa del Mondo di sci alpino 1998 | Ylva Nowén       | Hilde Gerg            | Špela Pretnar        |
| 11 gennaio 1998 | Coppa del Mondo di sci alpino 1998 | Hilde Gerg       | Kristina Koznick      | Špela Pretnar        |
| 1999            | non disputata                      | non disputata    | non disputata         | non disputata        |
| 19 marzo 2000   | Coppa del Mondo di sci alpino 2000 | Kristina Koznick | Anja Pärson           | Elisabetta Biavaschi |
| 2001-2002       | non disputate                      | non disputate    | non disputate         | non disputate        |
| 5 gennaio 2003  | Coppa del Mondo di sci alpino 2003 | Janica Kostelić  | Elisabeth Görgl       | Anja Pärson          |
| 2004-2007       | non disputate                      | non disputate    | non disputate         | non disputate        |
| 14 marzo 2008   | Coppa del Mondo di sci alpino 2008 | Marlies Schild   | Veronika Zuzulová     | Šárka Záhrobská      |
| 2009-2013       | non disputate                      | non disputate    | non disputate         | non disputate        |
| 5 gennaio 2014  | Coppa del Mondo di sci alpino 2014 | Mikaela Shiffrin | Maria Pietilä Holmner | Nastasia Noens       |